# Rhayner Santos Nascimento
Rhayner Santos Nascimento, auch einfach nur Rhayner (* 5. September 1990 in Serra), ist ein brasilianischer Fußballspieler.

## Karriere
Rhayner erlernte das Fußballspielen in den Jugendmannschaften von Grêmio Esportivo Laranjeiras und Grêmio Barueri. Bei Barueri unterschrieb er 2009 auch seinen ersten Vertrag. Von Barueri erfolgten Ausleihen zum Marília AC und zum FC Cascavel. 2011 wechselte er zum Tombense FC nach Tombos. Von hier aus wurde er an verschiedene brasilianische Vereine ausgeliehen. Die Saison 2017 wurde er an den japanischen Verein Kawasaki Frontale ausgeliehen. Der Verein aus Kawasaki spielte in der höchsten Liga des Landes, der J1 League. Am Ende der Saison feierte er mit Frontale die japanische Meisterschaft. Im gleichen Jahr stand er mit Frontale im Finale des J. League Cup. Hier verlor man gegen Cerezo Osaka mit 2:0. 2018 spielte er wieder in Brasilien. Hier stand er beim EC Vitória wieder auf Leihbasis unter Vertrag. Im März 2019 ging er wieder nach Japan. Hier schloss er sich auf Leihbasis dem Erstligisten Sanfrecce Hiroshima aus Hiroshima an. Nach zwei Jahren wechselte er im Februar 2022 ebenfalls auf Leihbasis zum Erstligaabsteiger Yokohama FC. Am Ende der Saison 2022 feierte er mit Yokohama die Vizemeisterschaft der zweiten Liga und den Aufstieg in die erste Liga. Nach dem Aufstieg kehrte er nach Brasilien zurück.

## Erfolge
Kawasaki Frontale
- Japanischer Meister: 2017

Yokohama FC
- Japanischer Zweitligavizemeister: 2022  ▲